# كليفتون وليامز (ملحن)
كليفتون وليامز (بالإنجليزية: Clifton Williams)‏ هو عالم موسيقى وملحن أمريكي، ولد في 26 مارس 1923 في تراسكوود في الولايات المتحدة، وتوفي في 1976 في ميامي في الولايات المتحدة.

## وصلات خارجية
- جيمس وليامز على موقع ميوزك برينز (الإنجليزية)
- جيمس وليامز على موقع أول ميوزيك (الإنجليزية)